# Masonetta floridana
Genre
Espèce
Synonymes
- Caseola floridana Ivie & Barrows, 1935
- Ceratinopsis tybeensis Chamberlin & Ivie, 1944

Masonetta floridana, unique représentant du genre Masonetta, est une espèce d'araignées aranéomorphes de la famille des Linyphiidae.

## Distribution
Cette espèce est endémique des États-Unis. Elle se rencontre en Floride et en Géorgie.

## Description
Le mâle holotype mesure 1,6 mm et la femelle paratype 1,8 mm

## Publications originales
- Ivie & Barrows, 1935 : Some new spiders from Florida. Bulletin of the University of Utah, vol. 26, no 6, p. 1-24.
- Chamberlin & Ivie, 1939 : Studies on North American spiders of the family Micryphantidae. Verhandlungen, VII. International Kongress für Entomologie (Berlin), vol. 1, p. 56-73.